# 印度琥铂螺
印度琥铂螺（学名：Succinea indica）为琥铂螺科琥珀螺属的动物。分布于印度、克什米尔地区、巴基斯坦、阿富汗、俄罗斯以及中国的新疆、四川、河北、北京等地，生活环境为陆地，常生活于高山树林边、较潮湿的草丛中、落叶或石块下、岩缝以及土缝中。在高山草甸和夏湿地常可见。其生存的海拔上限为3000米。
其种加词“indica”意为“印度的”。